# Mount Allen (Ostantarktika)
Mount Allen ein 1400 m hoher Berg, der zwischen dem Clark-Gletscher und dem Kopfende des Greenwood Valley in der Olympus Range im ostantarktischen Viktorialand aufragt.
Teilnehmer einer von 1959 bis 1960 durchgeführten Kampagne im Rahmen der neuseeländischen Victoria University’s Antarctic Expeditions, die ihn auch kartografisch erfassten, benannten ihn nach Anthony D. Allen (* 1937), einem Geologen bei dieser Forschungsreise.